# Станіслав Кричинський
Станіслав Кричинський (пол. Stanisław Kryczyński; 3 травня 1911, Новий Сонч — 2 листопада 1941) — історик-орієнталіст, дослідник історії татар.

## Біографія
Народився в м. Нови-Сонч (нині місто в Польщі). Походив з родини литовських татар. Студіював право та історію в університетах Кракова та Львова (під керівництвом С. Закжевського), а також тюркологію у Варшаві (під керівництвом А. Зайончковського). Співпрацівник Л. Кричинського. 1938—1939 працював у польському Головному архіві давніх актів.
Автор наукових праць, друкованих переважно на шпальтах часопису «Rocznik Tatarski»: «General Jόzef Bielak. 1741—1794» (1932), «Bej barski. Szkic z dziejόw Tatarόw polskich w XVII w.» (1935), «Tatarzy Litewscy — prόba monografii historyczno-etnograficznej» (1938).